# Albanerpeton
Albanerpeton Estes and Hoffstetter, 1976 è un genere di anfibi estinti appartenente alla famiglia Albanerpetontidae; ad esso appartengono sette specie.
Questo anfibio era vagamente simile ad una salamandra e visse tra il Cretacico inferiore (Aptiano) e il Pliocene superiore (Piacenziano), tra 125 milioni e 2,5 milioni di anni fa, in Eurasia e Nordamerica.